# Eublemmoides acrapex
Eublemmoides acrapex är en fjärilsart som beskrevs av George Francis Hampson 1896. Eublemmoides acrapex ingår i släktet Eublemmoides och familjen nattflyn. Inga underarter finns listade i Catalogue of Life.